# Aedes ostentatio
Aedes ostentatio é um espécie de mosquito do género Aedes, pertencente à família Culicidae.